# 长春南站
长春南站是一个京哈线上的铁路车站，位于吉林省长春市长春汽车经济技术开发区开运街3881号，建于1906年，目前为二等站，邮政编码为130012。目前本站僅办理货运业务，主要服务于一汽集团和吉林建工集团。
车站设有6条到发线（含2条正线）、7条调车线、牵出线1条和2座旅客站台；和与一汽集团东一企业站横列联设布置。

## 历史
本站原名孟家屯站，建立於清朝末年。
1992年8月更名为长春南站，其所在的孟家街道办事处也于1998年8月更名为南站街道办事处（2010年更名为前进街道办事处）。
2016年6月，停辦客運業務，售票業務保留至2019年。